# Augsburger Baumeisterbücher

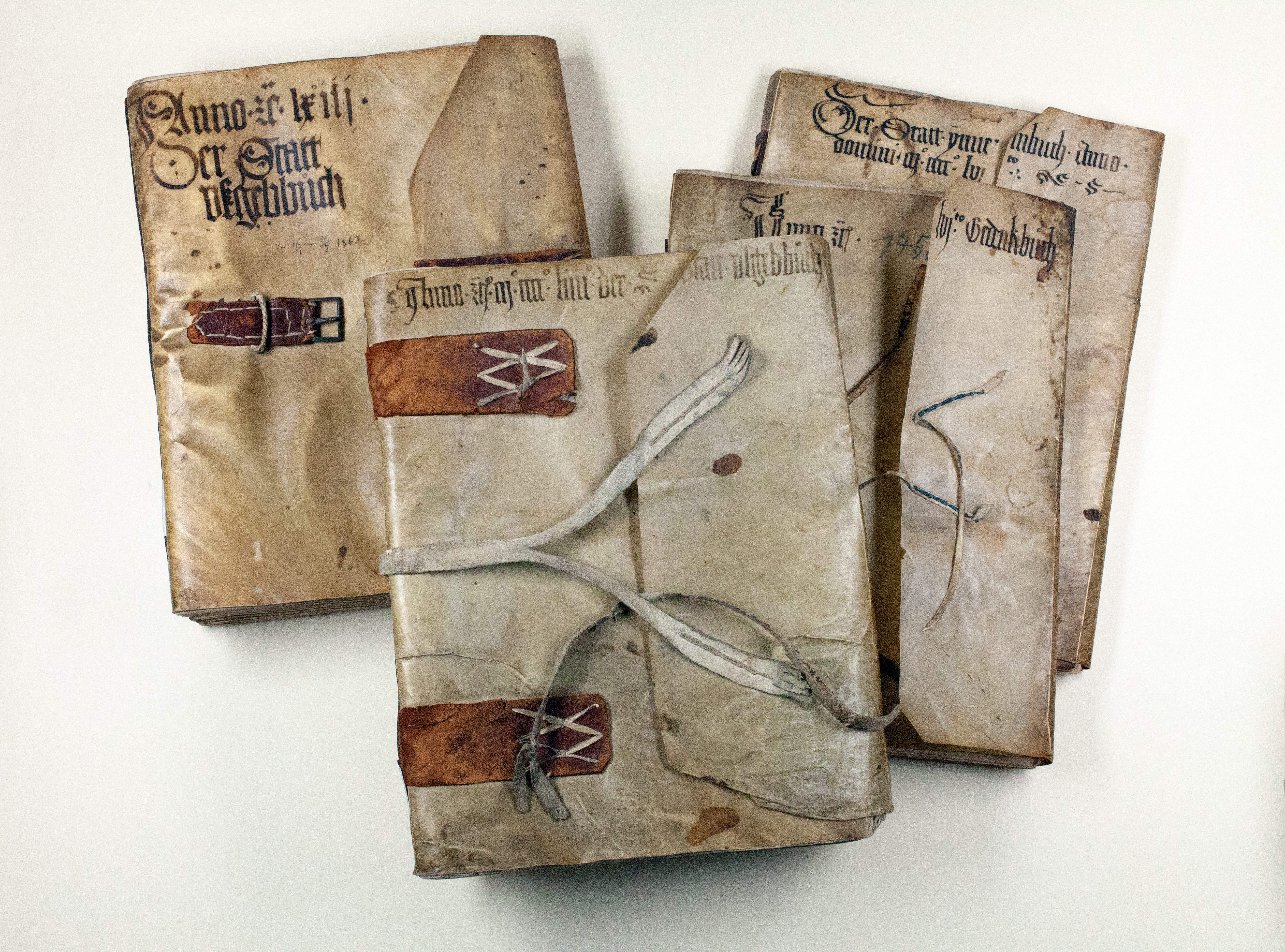
Augsburger Baumeisterbücher zwischen 1454 und 1463 im Originaleinband

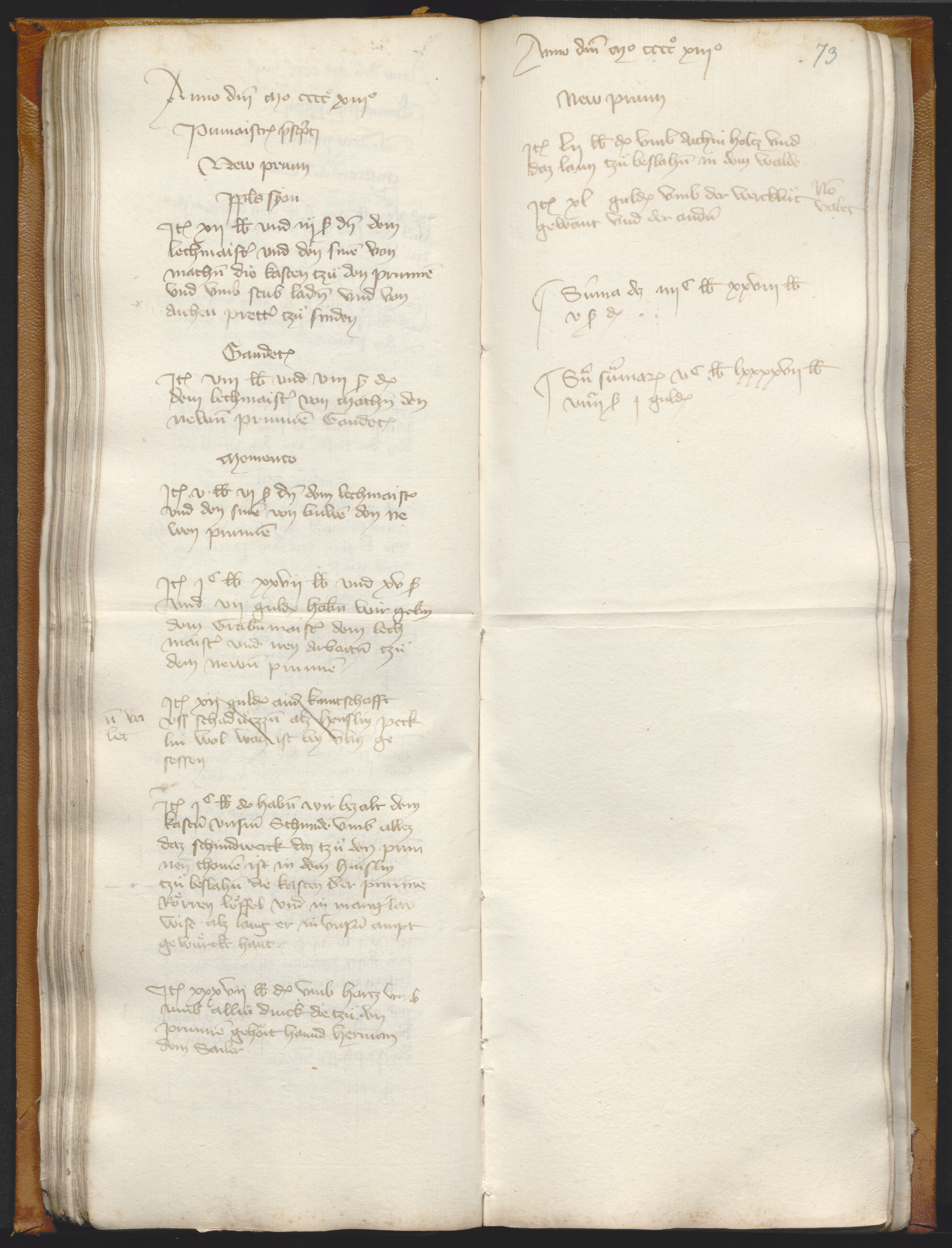
Seite 72 und 73 aus Buch Nr. 22 von 1413, Ausgabeart: Bau eines neuen Brunnen

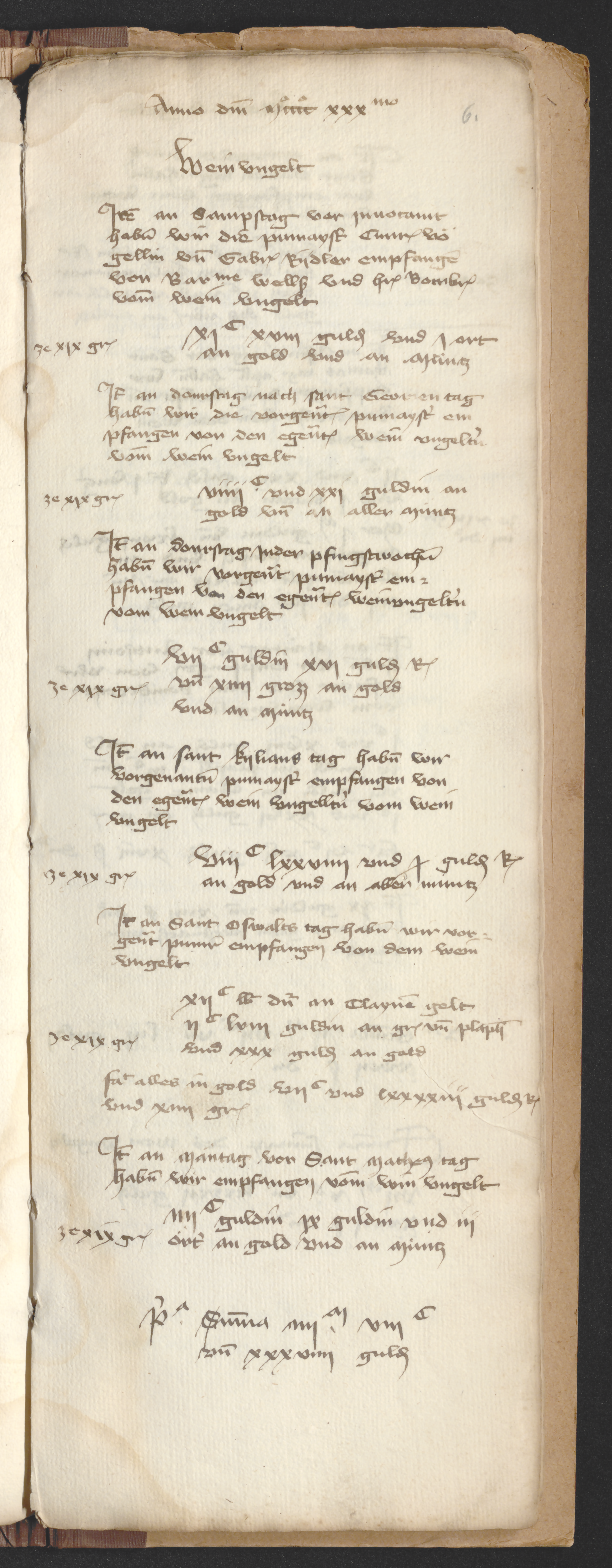
Seite 6 aus Buch Nr. 33 von 1430, Einnahmeart: Sondersteuer auf Wein, „Wein Ungelt“

Die Augsburger Baumeisterbücher dienten als Rechenschaftsberichte der Stadt Augsburg für städtische Einnahmen und Ausgaben. Die überlieferten Bücher beginnen mit dem Jahr 1320 und reichen bis zum Jahr 1786. Sie werden im Stadtarchiv Augsburg aufbewahrt.

## Allgemeines
Mit dem Großen Stadtrecht von 1276 lösten sich die Bürger Augsburgs zu einem großen Teil aus der Herrschaft des Bischofs und wurden weitgehend eigenständig, damit aber auch finanziell eigenverantwortlich. Die Stadt musste sich nun selbst finanzieren. Dies betraf die komplette städtische Infrastruktur, wie Mauern, Gräben, Tore, Wege, Brücken und Stege sowie Kanäle mit Treibwasser für diverse Mühlen aus dem Lech. Diese Maßnahmen erforderten Geld, das die städtische Gemeinschaft selbst aufbringen musste.
Für die Einnahmen legte man eine Truhe an, die „Kasse an den Graben“ genannt wurde. Die Namensgebung war ein Hinweis darauf, wofür die Einnahmen verwendet werden sollten. Zunächst verwalteten die „Phleger“, die damaligen Bürgermeister, diese Gelder, 1296 war das Amt der „Bowmeister“ geschaffen. Sie erhielten ihre Bezeichnung nach ihrer hauptsächlichen Aufgabe mit der Finanzierung von Baumaßnahmen in der Stadt und wurden deshalb „Baumeister“ genannt. Da es sich um öffentliche Gelder handelte, die sie verwalteten, musste auch öffentlich Rechenschaft darüber abgelegt werden. Deshalb führten sie Bücher über die Einnahmen und Ausgaben der Stadt.
Es handelt sich bei den Baumeisterbüchern um städtische Rechnungsbücher, in denen zunächst nur Ausgaben für Baumaßnahmen eingetragen werden sollten. In den ersten überlieferten Büchern von 1320 sind jedoch alle Ausgaben der Stadt enthalten, die abgerechneten Baumaßnahmen betrugen 1320 nur noch knapp 20 %.

## Format und Sprache
Alle überlieferten Bücher haben Papier als Beschreibmaterial und liegen im Halbformat vor. Die ersten Aufzeichnungen ab 1320 wurden zunächst als Papierlagen aufbewahrt und ab 1331 als Buch gebunden. Einnahmen und Ausgaben wurden stets getrennt voneinander aufgeführt, teilweise in einem Buch, teilweise in zwei getrennt geführten Büchern. Nicht für alle Jahre sind Einnahmen und Ausgaben gleichermaßen überliefert. Die ersten zehn Jahre sind in Latein geschrieben. Ab 1368 ist ein deutlicher Übergang zum Frühmittelhochdeutsch erkennbar.

## Erfassung von 1320 bis 1440
Die Originaltexte wurden in den Jahren von 2011 bis 2023 manuell transkribiert, stehen in Druckform und in einer Datenbank zur Verfügung.
Die Auswertung der Daten erfolgte nach kaufmännischen Gesichtspunkten und ergab folgendes Bild.

### Einnahmen
Die Haupteinnahmen bildeten „Ungelder“ und nicht Steuern oder Zölle. Es wurden insgesamt 14 Ungelder im Laufe der Jahre identifiziert. Sie wurden von „Ungeldmeistern“ eingetrieben, die die Einnahmen den Baumeistern übergaben. Im 14. Jahrhundert betrugen die Einnahmen daraus durchschnittlich 20,95 %, im 15. Jahrhundert 67,97 %. Den größten Betrag dazu lieferte das „Weinungeld“, gefolgt vom „Barchent Ungeld“. Weitere Einnahmen waren die Zölle an den Toren, Pflaster- und Salzzölle, diverse Pachteinnahmen.
Steuern wurden zu dieser Zeit nur auf Immobilien zweimal im Jahr erhoben und eigens von dafür eingesetzten Steuermeistern eingetrieben. Von deren Einnahmen zahlte die Stadt Augsburg die Reichssteuer in Höhe von jährlich 400 Pfund Denare.

### Ausgaben
Das Ausgabengebiet war von Beginn an vielseitig und umfasste Baumaßnahmen, Löhne, Boten, soziale Leistungen, Söldner, Handwerker und Rückzahlungen für aufgenommene „Kredite“. Wenn die Stadt für bestimmte Projekte Geld benötigte, aber nichts in der Truhe war, lieh sie sich das von wohlhabenden Bürgern der Stadt, aber auch von Bürgern z. B. aus München oder Frankfurt als sogenannte „Leibgedinge“. Dafür wurden jeweils am Jahresende Zinsen gezahlt.

### Analyse der Ausgaben
Um einen genauen Überblick zu bekommen, wurde bei der Auswertung jeder Einnahme- und Ausgabeart eine Kontonummer zugeordnet. Daraus ergeben sich bisher einmalige Erkenntnisse.
| Ausgabeart                                      | 14. Jhdt. | 15. Jhdt. |
| Bauarbeiten, Löhne, Material                    | 19,12 %   | 28,93 %   |
| Kommunikation mit dem Reich und anderen Städten | 10,12 %   | 11,14 %   |
| Militär                                         | 15,27 %   | 23,87 %   |
| Lecharbeiten                                    | 2,12 %    | 5,27 %    |

#### Lecharbeiten
Für Augsburg spielten von Beginn der überlieferten Aufzeichnungen Arbeiten an den Lechkanälen eine große Rolle. Seit 1320 rechnet ein Lechmeister wöchentlich seine Arbeiten an den Kanälen in der Stadt ab. Die Lechmeister arbeiteten zumeist an den innerstädtischen Kanälen, die vom Fluss Lech abgeleitet wurden. 1368 war er der Erste, der zusätzlich zu den wöchentlichen Abrechnungen vierteljährlich eine gleichbleibend hohe Bezahlung von der Stadt bekam: den Quatemper. Der Ausbau der Kanäle wurde in der zweiten Hälfte des 14. Jahrhunderts forciert, was an den steigenden Ausgaben dafür zu erkennen ist. Sie lieferten das Treibwasser für die Handwerksbetriebe, die sich verstärkt dort ansiedelten.
1412 kam ein wesentlicher Kostenfaktor hinzu. Um die Bürger in der Stadt mit Trinkwasser zu versorgen, baute man einen Wasserturm, in dem Quellwasser vom Brunnenbach durch Treibwasser aus dem Lech auf eine Höhe von 18 Meter befördert wurde. Von dort wurde es mittels „Tücheln“, teilweise aber auch schon mit Eisenrohren, in die Stadt geleitet. Tücheln waren Kiefer- oder Fichtenstämme, die der Länge nach durchbohrt und durch Flansche verbunden wurden. Ab Sommer 1413 besaß Augsburg die ersten Trinkwasserleitungen. Das war für damalige Zeiten eine einmalige technische Leistung, die 2019 zur Aufnahme in das UNESCO-Welterbe für Wasserwirtschaft führte.

#### Soziale Ausgaben
Seit 1320 wurde eine Frau bezahlt, die „Sternin“ genannt wurde. Die Stadt hatte ihr ein Haus gebaut, in dem sie Findel- und Waisenkinder betreute und versorgte. Ab 1417 finanzierte Augsburg zwei solcher Häuser. Die Kinder bekamen nicht nur Essen und Bekleidung, sie wurden auch regelmäßig vom „Bader“ gebadet. Dieser rechnete seine Dienste mit der Stadt ab. Das war der Beginn für die späteren Waisenhäuser.
Arme, bedürftige Bürger erhielten immer wieder finanzielle Unterstützungen oder Naturalien in Form von Leinentüchern oder Korn. Das bezeugen viele Einträge. Insgesamt fällt auf, dass die Stadt für damalige Zeiten große Aufwendungen für soziale Zwecke gemacht hat. Sie bezahlte Ärzte und Medikamente, die diese verordneten. Insgesamt sind im Beobachtungszeitraum fünf „Fachrichtungen“ aufgeführt: Arzt, Wundarzt, Chirurgio, Augenarzt und Hodenarzt.
Auch Apotheker erhielten in verschiedenen Jahren regelmäßige Bezahlungen, die als eine Art „Anstellung“ gewertet werden könnten. Das wurde als „Quatemper“ in den Büchern vermerkt. Dabei handelte es sich um vierteljährliche, gleichbleibend hohe Bezahlungen durch die Stadt. Ab 1436 finden sich in den Büchern 11 Hebammen, die ebenfalls regelmäßig vierteljährlich mit je einem Gulden bezahlt wurden. Die Stadt verwaltete auch die Stiftungen reicher Bürger, nachdem diese verstorben waren. Aus diesen erhielten Bedürftige meist im November in der Nähe des Weinmarktes Stoffe oder Getreide.
Eine Besonderheit ist die regelmäßige, vierteljährliche Bezahlung des Notars, der Sternin, des Lechmeisters und einiger Handwerker. Sie bekamen zusätzlich zu den wöchentlichen Abrechnungen ihrer Arbeiten über viele Jahre einen gleichbleibend hohen Betrag ausgezahlt, der jedoch von Person zu Person unterschiedlich war. Außergewöhnlich ist auch die Zahlung von „Hail und Selde“. Diese Zahlungen erfolgten immer in der Weihnachtszeit, entsprachen wahrscheinlich dem heutigen Weihnachtsgeld. Empfänger entsprachen den heutigen städtischen Angestellten, teilweise waren es aber auch Handwerker.
In der Stadt gab es zwei Arten von Frauenhäusern. Eines stand wahrscheinlich in der Nähe des damaligen Weinmarktes, also mitten in der Stadt. Dort wurden arme junge, aber auch alte Frauen beherbergt und versorgt. Die andere Art Frauenhäuser waren die der „schönen Frauen“ (Prostituierte). Davon gab es wahrscheinlich fünf, sie befanden sich zumeist außerhalb der Stadtmauern, wurden von der Stadt gepflegt. Die Dächer wurden gedeckt, Öfen erneuert, Stege zu den Häusern immer wieder erneuert und Fenstergläser eingebaut.

#### Kommunikation mit dem Reich und anderen Städten
Die Kommunikation mit anderen Städten und dem Reich war für Augsburg wichtig und erforderte hohen finanziellen Aufwand. Im 14. Jahrhundert waren es im Durchschnitt aller überlieferten Jahre 10,12 %, im 15. Jahrhundert 11,24 %. Neben vielen innerdeutschen Städten waren Avignon, Paris, Venedig, Rom, Bern, Wien, Ungarn, Prag und Breslau immer wieder Ziele für die Boten. Sie waren teilweise zu Fuß, aber auch mit Pferden unterwegs. Bei besonderen Missionen waren es größere Gruppen zu Pferd, die damit den Reichtum Augsburgs repräsentierten. Manche Boten hatten offenbar eine feste Anstellung bei der Stadt. Sie erhielten viele Botengänge, man nannte sie nach ihrer Tätigkeit: z. B. Hansen der Läuffel/Leuffel. Die Boten überbrachten oft Briefe. Die Baumeisterbücher berichten auch über die Schwierigkeiten der Boten bei ihren Reisen. Boten waren nicht nur Überbringer von Briefen und besonderen Botschaften, manche waren auch als „Kuntschafter“ unterwegs, um herauszufinden, wo sich Gefahren für die Stadt anbahnen könnten. Dafür wurden nicht nur männliche Boten eingesetzt. 1388 schickte man zwei „fahrende Frauen“ – damalige Bezeichnung für Prostituierte – nach Friedberg/Bayern, um etwas auszukundschaften.

#### Militärische Ausgaben
Für die Selbstverteidigung aber auch für militärische Aktionen im Auftrag des Reiches, benötigte Augsburg Söldner. Diese wurden teilweise aus der Bürgerschaft rekrutiert, aber auch von anderen Orten. Die Anzahl war anfangs gering. 1320 waren es 14 Söldner, die aber nur für nicht näher bezeichnete Aktionen kurzfristig im Dienst der Stadt standen. 1365 bestallte Augsburg 100 „gekronter Helm“ von Grafen Chunrat von Burgau, um dem „Hailigen Reich ze dienen“. 1367 waren es 50 „Peggelhuben“, die Herdegen von Katzenstein der Stadt zur Verfügung stellte. Jede dieser Peggelhuben sollte mindestens zusätzlich einen Schützen, einen Knecht und drei Pferde dabeihaben. Es ging um einen Feldzug „gegen Graf Eberhartz von Wirttenberg von dez Mordes und Raubs wegen“. Die Kosten für alle militärischen Aktionen wurden in eigens angelegten Söldnerbüchern eingetragen, die auch von den Baumeistern geführt wurden.

## Historische Bedeutung
Nach derzeitigem Wissensstand (2024) hat Augsburg die früheste und dichteste Überlieferung städtischer Rechnungsbücher aus dem 14. Jahrhundert in Deutschland. Sie dokumentieren, wie sich eine mittelalterliche Stadt finanzierte. Sie sind ab 1320 bis 1786 mit Unterbrechungen überliefert und stellen mit ca. 31 Regalmetern die größte serielle Quelle des Stadtarchivs Augsburg dar.
Vom Bestand wurde bisher der erste Meter im Rahmen einer Dissertation an der Universität Augsburg, Lehrstuhl für Mittelalterliche Geschichte, systematisch erfasst. Eine weitere Erfassung dieser Bücher ab 1320 erfolgte in digitaler Form durch die Johannes-Gutenberg-Universität Mainz. Sie umfasst die Jahre 1320 bis 1466.